# Лунхуа (Хайкоу)
Лунхуа́ (кит. упр. 龙华, пиньинь Lónghuá) — район городского подчинения городского округа Хайкоу провинции Хайнань (КНР).

## История
Исторически эти места входили в состав уезда Цюншань (琼山县). В 1932 году была создана волость Гуаньчан (关厂乡), которая в 1946 году стала посёлком Гуаньчан (关厂镇). В 1947 году посёлок Гуаньчан и волость Лункунь (龙昆乡) были объединены в волость Гуаньлун (关龙乡).
После занятия острова Хайнань войсками НОАК эти места вошли в состав Хайкоу. В октябре 1982 года был создан район Синьхуа (新华区). 
В 2002 году район Синьхуа был расформирован; на его землях и части земель расформированного городского уезда Цюншань был создан район Лунхуа.

## Административное деление
Район делится на 6 уличных комитетов и 5 посёлков.